# Lösche (Familienname)
Lösche oder Loesche ist ein deutscher Familienname.

## Herkunft und Bedeutung
Lösche ist ein Berufsübername zu mittelhochdeutsch lösch(e) und mittelniederdeutsch losche >eine Art kostbaren Leders< für den Hersteller. Dieses Leder war auf der einen Seite rot und auf der anderen weiß. Es wurde vor allem für Bucheinbände verwendet. Varianten des Namens sind Losch, Losche, Lösch, Loesch und Loesche.

## Namensträger
- Agnes Pechuel-Lösche, deutsche Malerin und Kunstgewerblerin
- Alexander Lösche (1910–2005), deutscher Produktionsleiter bei der DEFA
- Artur Lösche (1921–1995), deutscher Physiker
- Bruno Lösche (1898–1963), deutscher Politiker (SPD)
- Carl Lösche (Ende 19. Jahrhundert), deutscher Orgelbauer
- Dietrich Lösche (Archivar) (1925–1986), Stadtarchivar von Mühlhausen und Sachbuchautor
- Dietrich Lösche (Architekt) (1934–2019), deutscher Architekt, Leiter der Staatshochbauamter Hameln, Holzminden und Bückeburg
- Dora Lösche (1906–1985), deutsche Politikerin (USPD, SPD)
- Eduard Pechuel-Loesche (1840–1913), deutscher Geograph und Afrikaforscher
- Elisabeth Loesche (1896–1967), deutsche Politikerin (CDU, DP)
- Ernst Lösche (1923–2010), deutscher Keramiker
- Georg Loesche (1855–1932), deutscher evangelischer Kirchenhistoriker
- Gustav Eduard Lösche (1821–1879), sächsischer Physiker und Naturforscher
- Horst Lösche (* 1944), deutscher Badmintonspieler
- Kari Köster-Lösche (* 1946), deutsche Schriftstellerin
- Karl Lösche (1887–1964), deutscher Bildhauer
- Naëma Loesche (1854–1927), deutsche Schriftstellerin
- Peter Lösche (1939–2016), deutscher Politikwissenschaftler
- Sophia Lösche (1990–2018), deutsche Studentin und Sozialaktivistin
- Viktoria Lösche (* 1952), deutsche Lyrikerin